# Giải Tinh thần độc lập cho nam diễn viên phụ xuất sắc nhất
Giải Tinh thần độc lập cho nam diễn viên phụ xuất sắc nhất là một trong các giải Tinh thần độc lập dành cho nam diễn viên đóng vai phụ trong một phim độc lập, được bầu chọn là xuất sắc nhất. Giải này được lập từ năm 1987.

## Các người đoạt giải & được đề cử

### Thập niên 1980
- 1987: Morgan Freeman - Street Smart
  - Wings Hauser - Tough Guys Don't Dance
  - James Earl Jones - Matewan
  - Vincent Price - The Whales of August
- 1988: Lou Diamond Phillips - Stand and Deliver
  - Ernest Borgnine - Spike of Bensonhurst
  - Harris Milstead (còn gọi là Divine) - Hairspray
  - John Lone - The Moderns
  - John Turturro - Five Corners
- 1989: Max Perlich - Drugstore Cowboy
  - Steve Buscemi - Mystery Train
  - Scott Coffey - Shag
  - Jalacy Hawkins (còn gọi là Screamin' Jay Hawkins) - Mystery Train
  - Gary Farmer - Powwow Highway

### Thập niên 1990
- 1990: Bruce Davison - Longtime Companion
  - Willem Dafoe - Wild at Heart
  - Robin Harris - House Party
  - Ben Lang - The Plot Against Harry
  - Tom Towles - Henry: Portrait of a Serial Killer
- 1991: David Strathairn - City of Hope
  - William H. Macy - Homicide
  - John Malkovich - Queens Logic
  - George T. Odom - Straight Out of Brooklyn
  - Glenn Plummer - Pastime
- 1992: Steve Buscemi - Reservoir Dogs
  - William Forsythe - The Waterdance
  - Jeff Goldblum - Deep Cover
  - Wesley Snipes - The Waterdance
  - David Strathairn - Passion Fish

- 1993: Christopher Lloyd - Twenty Bucks
  - David Chung - The Ballad of Little Jo
  - Tate Donovan - Inside Monkey Zetterland
  - Todd Field - Ruby in Paradise
  - Edward Furlong - American Heart

- 1994: Chazz Palminteri - Bullets Over Broadway
  - Giancarlo Esposito - Fresh
  - Larry Pine - Vanya on 42nd Street
  - Eric Stoltz - Pulp Fiction
  - Nicholas Turturro - Federal Hill

- 1995: Benicio Del Toro - The Usual Suspects
  - James LeGros - Living in Oblivion
  - David Morse - The Crossing Guard
  - Max Perlich - Georgia
  - Harold Perrineau - Smoke

- 1996: Benicio Del Toro - Basquiat
  - Kevin Corrigan - Walking and Talking
  - Matthew Faber - Welcome to the Dollhouse
  - Gary Farmer - Dead Man
  - Richard Jenkins - Flirting with Disaster

- 1997: Jason Lee - Chasing Amy
  - Efrain Figueroa - Star Maps
  - Samuel L. Jackson - Hard Eight
  - Ajay Naidu - subUrbia
  - Roy Scheider - The Myth of Fingerprints

- 1998: Bill Murray - Rushmore
  - James Coburn - Affliction
  - Charles S. Dutton - Blind Faith
  - Gary Farmer - Smoke Signals
  - Philip Seymour Hoffman - Happiness

- 1999: Steve Zahn - Happy, Texas
  - Charles S. Dutton - Cookie's Fortune
  - Clark Gregg - The Adventures of Sebastian Cole
  - Luis Guzmán - The Limey
  - Terrence Howard - The Best Man

### Thập niên 2000
- 2000: Willem Dafoe - Shadow of the Vampire
  - Cole Hauser - Tigerland
  - Gary Oldman - The Contender
  - Giovanni Ribisi - The Gift
  - Billy Dee Williams - The Visit
- 2001: Steve Buscemi - Ghost World
  - Don Cheadle - Things Behind the Sun
  - Billy Kay - L.I.E.
  - Garrett Morris - Jackpot
  - John C. Reilly - The Anniversary Party
- 2002: Dennis Quaid - Far from Heaven
  - Alan Arkin - Thirteen Conversations About One Thing
  - Ray Liotta - Narc
  - John C. Reilly - The Good Girl
  - Peter Weller - Ivans XTC
- 2003: Djimon Hounsou - In America
  - Judah Friedlander - American Splendor
  - Troy Garity - Soldier's Girl
  - Alessandro Nivola - Laurel Canyon
  - Peter Sarsgaard - Shattered Glass
- 2004: Thomas Haden Church - Sideways
  - Jon Gries - Napoleon Dynamite
  - Aidan Quinn - Cavedweller
  - Roger Robinson - Brother to Brother
  - Peter Sarsgaard - Kinsey
- 2005: Matt Dillon - Crash
  - Firdous Bamji - The War Within
  - Jesse Eisenberg - The Squid and the Whale
  - Barry Pepper - The Three Burials of Melquiades Estrada
  - Jeffrey Wright - Broken Flowers
- 2006: Alan Arkin - Little Miss Sunshine
  - Raymond J. Barry - Steel City
  - Daniel Craig - Infamous
  - Paul Dano - Little Miss Sunshine
  - Channing Tatum - A Guide to Recognizing Your Saints
- 2007: Chiwetel Ejiofor - Talk To Me 
  - Marcus Carl Franklin - I'm Not There
  - Kene Holliday - Great World of Sound
  - Irfan Khan - The Namesake
  - Steve Zahn - Rescue Dawn
- 2008: James Franco - Milk
  - Anthony Mackie - The Hurt Locker
  - Charlie McDermott - Frozen River
  - Jim Myron Ross - Ballast
  - Haaz Sleiman - The Visitor